# Carlos Valdés
Carlos Valdés (Cáli, 22 de maio de 1985), é um futebolista Colombiano que atua como zagueiro. Atualmente, joga pelo San Lorenzo. (emprestado pelo Philadelphia Union).

## Títulos

### Santa Fe
- Copa Colômbia: 2009